# 책임보험
책임보험은 피보험자가 타인의 법률상 손해배상 책임을  지게 된 경우, 배상으로 인해 생기는 피보험자의 손해를 보상하는 것을 목적으로 하는 보험이다. 법률의 규정 또는 계약에 의하여 제3자에 대하여 일정한 급여를 할 책임을 부담하게 된 때 보험자는 이로 인하여 피보험자가 받게 될 손해를 보상해야 한다(719조). 예컨대 선박보험에 있어서 피보험선박이 타선과 충돌하여 타선에 배상책임을 부담하게 된 경우 또는 운송인이나 창고업자 등 타인의 물건을 보관하는 자가 그 물건을 멸실·훼손하였기 때문에 피해자에게 배상책임을 부담하는 경우 또는 자동차 소유자나 운전사가 타인의 신체·재산에 가한 손해에 대한 배상책임을 부담하게 된 경우 등이다. 이러한 피보험자가 제3자에 대하여 부담하게 된 재산적 급여의 책임이 책임보험에 있어서의 보험사고가 된다. 이것에는 피보험자의 법률상의 책임도 있고 순전히 계약당사자의 의사에 따라 발생하는 책임(보증인의 책임 등), 계약의 효과로서 법률이 부여하는 책임 및 불법행위나 채무불이행으로 인한 손해배상책임과 같은 계약으로 인한 책임 등이 포함된다. 책임보험의 피보험이익은 피보험자가 제3자에 대한 재산적 급여의 책임을 부담할 사실이 발생하지 아니함으로써 갖게 되는 경제적 이익이다. 책임보험은 타인의 손해에 대하여 책임을 부담하게 되는 사람의 자위수단으로서의 기능을 발휘할뿐더러 피해자의 손해배상청구권을 강화하여 주는 기능을 갖고 있으므로 무과실책임(無過失責任)을 져야 할 위해(危害)의 발생이 날로 늘어가는 현대사회에 있어서는 그 사회적 중요성이 더욱 증대하고 있다. 자동차손해배상책임보험이나 산업재해보상책임보험과 같은 강제책임보험이 발달하는 것은 그러한 사회적 기능 때문이다.